# Rhegmoclemina edwardsi
Rhegmoclemina edwardsi är en tvåvingeart som beskrevs av Cook 1960. Rhegmoclemina edwardsi ingår i släktet Rhegmoclemina och familjen dyngmyggor.
Artens utbredningsområde är Tanzania. Inga underarter finns listade i Catalogue of Life.